# Seiji Aochi
Seiji Aochi (jap. 青地 清二, Aochi Seiji; * 21. Juni 1942 in Otaru; † 14. August 2008 in Sapporo) war ein japanischer Skispringer.
Seiji Aochi studierte an der Meiji-Universität und arbeitete anschließend für Yukijirushi Nyūgyō (Snow Brand Milk Products). Aochi nahm erstmals an den Olympischen Winterspielen 1968 in Grenoble teil. Mit 90,5 und 87,5 Metern belegte er beim Springen von der Großschanze Rang 26. Seinen größten Erfolg feierte der Japaner bei den Olympischen Winterspielen 1972 in Sapporo. Hinter Yukio Kasaya und Akitsugu Konno komplettierte er mit Sprüngen über 83,5 und 77,5 m als Drittplatzierter und damit Bronzemedaillengewinner den Dreifacherfolg der japanischen Gastgeber auf der Kleinschanze. Die erste Skiflug-Weltmeisterschaft 1972 in Planica beendete er als 13.
Nach seiner aktiven Karriere arbeitete Aochi als Berater für den Ski-Verein seines Arbeitgebers. In dieser Funktion war er unter anderem Mentor von Masahiko Harada. Er starb im Alter von 66 Jahren an Magenkrebs.